# Framework
Cuvântul englez framework definește, în termeni generali, un ansamblu standardizat de concepte, practici și criterii pentru a se aplica asupra unui tip particular de problematică, ce servește ca referință pentru a propune și rezolva probleme cu conotații similare.
În dezvoltarea de software un framework este o structură conceptuală și reprezintă o arhitectură de software care modelează relațiile generale ale entităților domeniului (site-ului).
Abordează o structură și o metodologie de muncă pe care aplicațiile domeniului web o extind sau utilizează.

## Introducere
Se creează cu scopul de a facilita dezvoltarea de software, oferind creatorilor de pagini web și programatorilor posibilitatea de a utiliza mai mult timp pentru a identifica necesitățile software-ului și nu în scopul de a dezlega infinite probleme necesare obținerii unui sistem funcțional.
În afara utilizării sale în informatică poate fi considerat ansamblu de procese și tehnologii utilizat pentru rezolvarea unei probleme complexe.